# NGC 4490
NGC 4490 ist eine Balken-Spiralgalaxie vom Hubble-Typ SBcd mit ausgedehnten Sternentstehungsgebieten im Sternbild Jagdhunde am Nordsternhimmel. Sie ist schätzungsweise 27 Millionen Lichtjahre von der Milchstraße entfernt und hat einen Durchmesser von etwa 50.000 Lichtjahren. Gemeinsam mit NGC 4485 bildet sie das wechselwirkendes Galaxienpaar Arp 269 oder Holm 414, das durch einen sogenannten Gezeitenarm, der rund 24.000 Lichtjahre ins All ragt, verbunden wird. Weiterhin gilt sie als Mitglied der NGC 4258-Gruppe (LGG 290).
Halton Arp gliederte seinen Katalog ungewöhnlicher Galaxien nach rein morphologischen Kriterien in Gruppen. Dieses Galaxienpaar gehört zu der Klasse Doppelgalaxien mit verbundenen Armen.
Die Supernovae SN 1982F (Typ II-P) und SN 2008ax (Typ IIb) wurden hier beobachtet.
Das Objekt wurde am 14. Januar 1788 von dem deutsch-britischen Astronomen Wilhelm Herschel entdeckt.

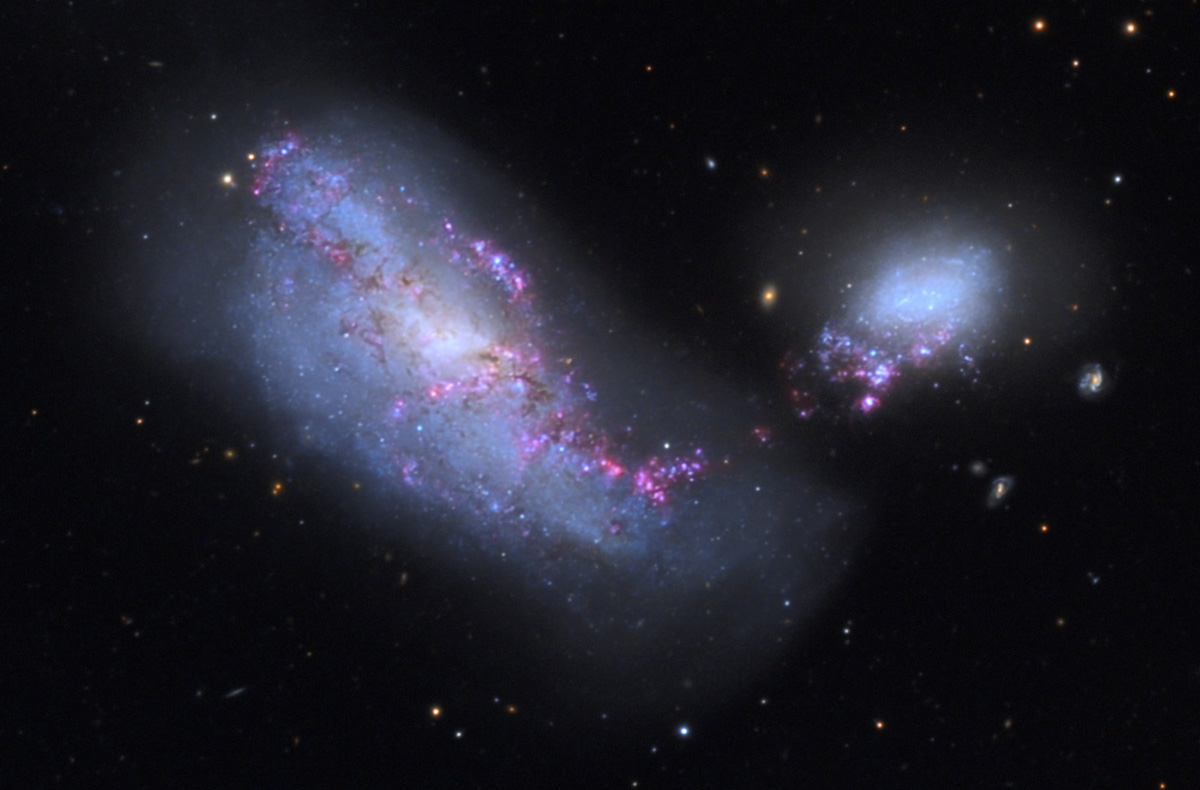
Die Galaxien NGC 4490 (links) und NGC 4485 (rechts) aufgenommen mit dem 81-cm-Spiegelteleskop des Mount-Lemmon-Observatoriums